# Владимир Попов (поет)
 Тази статия е за българския поет и литературен редактор.  За други личности с това име вижте Владимир Попов.  
Владимир Стефанов Попов е български поет, литературен редактор и автор на учебници и помагала по литература.

## Биография
Владимир Попов е роден на 25 май 1942 г. в Русе. Завършва средно образование във Втора гимназия „Баба Тонка“ в Русе и висше образование в специалност българска филология в Софийския държавен университет.
Първата му книга „Вечерта над нас“ е изработена и издадена през 1966 г. под „марката“ „Щръклитиздат“ от русенския поет Веселин Тачев в село Щръклево. Стихосбирката съдържа 43 страници с напечатани на пишеща машина 26 лирически творби. Стихове от нея са включени през 2016 г. в сборника „Самиздат 1963 – 1966“ под съставителството на Мая Ангелова и Пламен Дойнов заедно със стихове на още седем други русенски поети – Веселин Тачев, Йордан Трендафилов, Иван Цанев, Здравко Кисьов, Димитър Вятовски, Димитър Горсов, Менча Соколова. Освен поезия, изданието съдържа различни текстове, архив от и за периода 1961 – 1965 г., критическо приложение и бележки за авторите.
Официален литературен дебют Владимир Попов прави през 1979 г., когато излиза стихосбирката му „Тайна“, за която на следващата година Попов получава наградата „Южна пролет“. През 1984 г. излиза стихосбирката му „Страница“, получила годишна награда на Съюза на българските писатели. Следват стихосбирките „Сърдечни емисии“ (1989) и „Нежната глутница“ (1995).
През 2012 г. е издадена стихосбирката „Чупливо. Избрани и нови стихотворения“ (2012, съкратено издание – 2015). Следва стихосбирката „Лична хроника“, издадена през 2013 година.
През 2015 година излиза стихосбирката на Попов „Отсъствие“, отличена с втора награда в конкурса „Иван Николов“. През 2017 година е издадена и стихосбирката на Попов „Епилог. Избрани и нови стихотворения“. През същата година му е връчена литературната награда „Перото“ за цялостен принос към българския литературен контекст.
Стихотворения на Владимир Попов са превеждани на руски, немски, испански, английски, унгарски език.
Работил е като редактор в литературни вестници и списания, сред които списанията „Родна реч“ и „Пламък“, вестник „Литературен форум“. След 2000 г. е редактор в издателство „Просвета“, където е и съавтор на учебници и помагала, съставител на литературни антологии и основател на литературни поредици. През 2011 година създава към издателството електронното списание „Думите“ за литературно творчество на ученици и учители. Членува в Сдружение на българските писатели.
Умира на 1 декември 2023 г.

## Награди
- 1980 – награда „Южна пролет“ за дебют за стихосбирката „Тайна“
- 1984 – награда на СБП за стихосбирката „Страница“
- 2015 – втора награда в конкурса „Иван Николов“ за стихосбирката „Отсъствие“[14][15][16]
- 2017 – награда „Перото“ за цялостен принос[17][18]